# جيمس سينغلتون
جيمس سينغلتون (بالإنجليزية: James Singleton)‏ هو عازف جاز وملحن أمريكي، ولد في 8 أكتوبر 1955 في ويلمنغتون في الولايات المتحدة.

## وصلات خارجية
- جيمس سينغلتون على موقع ميوزك برينز (الإنجليزية)
- جيمس سينغلتون على موقع أول ميوزيك (الإنجليزية)
- جيمس سينغلتون على موقع ديسكوغز (الإنجليزية)